# Utilísima (programa de televisión)
Utilísima  fue un programa de televisión femenino creado por Ernesto Sandler que se emitió desde 1984 hasta 1998.

## Historia
El programa de televisión fue creado por Ernesto Sandler, se estrenó el 6 de octubre de 1984, emitiéndose a través del Canal 2 de La Plata, en el estudio de Woody Televisión S.A. El programa ganó cinco premios Martín Fierro y en marzo de 1990 fue contratado por el canal de aire Telefé. Las conductoras en Canal 2 fueron Adriana Bertolino (1984-1985), Alicia Curmona (1986) y Patricia Miccio (1987-1989). En Telefé la conducción siguió a cargo de Miccio. Posteriormente, las conductoras fueron Marcela Tinayre, Teresa Garbesi y Mara Linares, en Canal 9 (1995-1997) y Soledad Silveyra, en Canal 13 (1998).

## Conducción
- Adriana Bertolino (1984-1985)
- Alicia Curmona (1986)
- Patricia Miccio (†) (1987-1994)
- Marcela Tinayre (1995)
- Teresa Garbesi (1996)
- Mara Linares (1997)
- Soledad Silveyra (1998)

## Emisión
- Canal 2 1984-1989
- Telefe 1990-1994
- Canal 9 1995-1997
- Canal 13 1998

## Versión peruana
Utilísima fue un programa de televisión peruana para amas de casa con Meche Solaeche, Mirtha Vergara, Carmen Velasco y, posteriormente en 1995, Camucha Negrete de lunes a viernes a las 9:00 hrs. por América Televisión (junio de 1994-agosto de 1999; febrero-agosto de 2002).